# 최후의 증인 (영화)
"최후의 증인"은 1980년에 개봉한 대한민국의 영화이다. 김성종의 추리 소설 "최후의 증인"을 원작으로 한 영화로서 2001년에는 이 작품을 리메이크한 배창호 감독의 영화 "흑수선"이 개봉되었다.

## 캐스팅
- 하명중 : 오병호 역
- 정윤희 : 손지혜 역
- 최불암 : 황바우 역
- 현길수 : 강만호 역
- 한혜숙 : 학교 여선생 역
- 이대근 : 양달수 역
- 한지일 : 김중엽 역
- 신우철
- 신동욱
- 한태일
- 윤일주
- 임해림
- 최성호
- 이해룡
- 박종설
- 정규영

## 같이 보기
- 흑수선